# Strongylopus rhodesianus
Strongylopus rhodesianus és una espècie de granota que viu a Moçambic i Zimbàbue.
Està amenaçada d'extinció per la pèrdua del seu hàbitat natural.